# Rudolf von Hirsch (Kolonialoffizier)

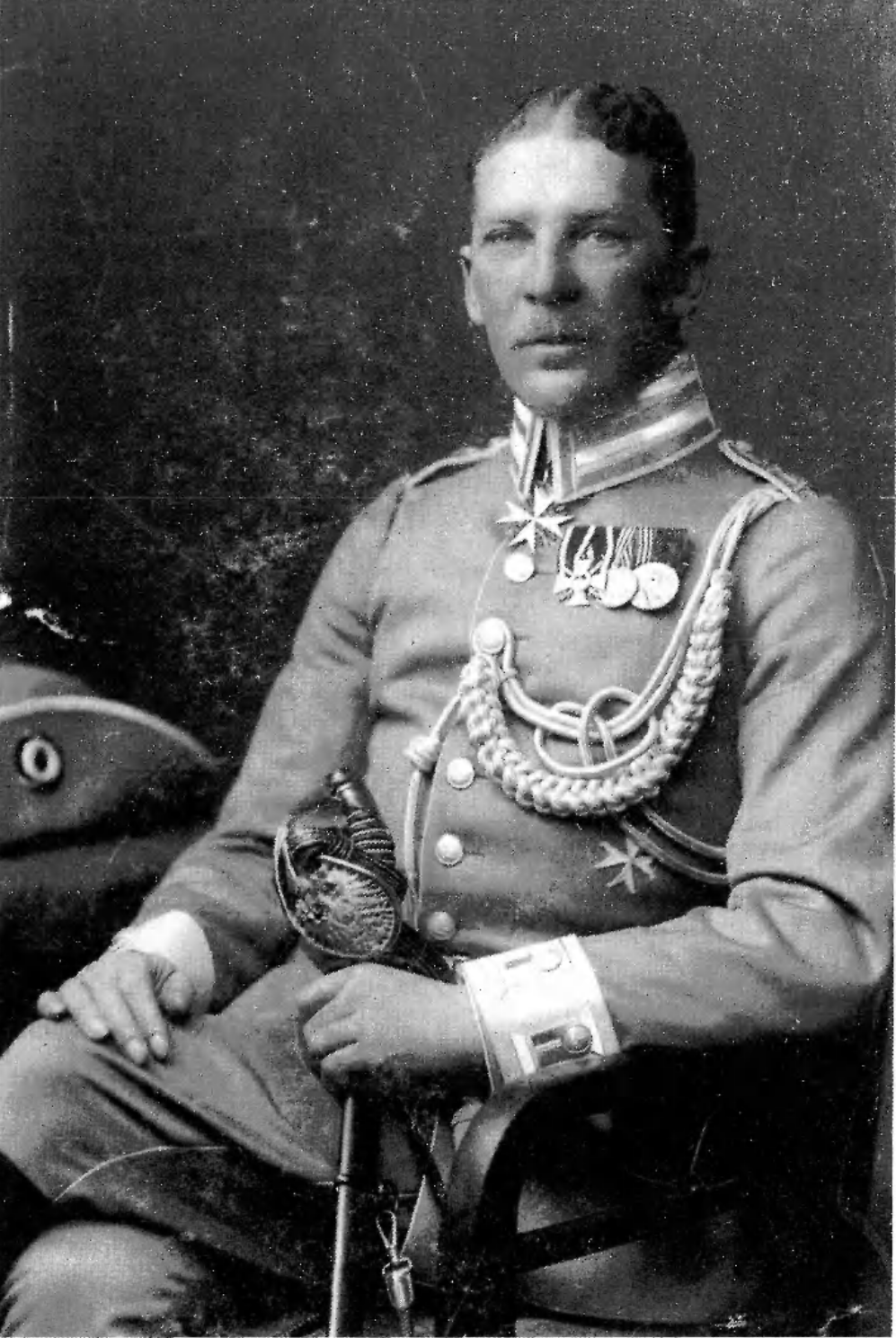
Hauptmann von Hirsch im Jahre 1907

Rudolf Konstantin Theodor von Hirsch (* 19. Januar 1869 in Löwenberg, Landkreis Löwenberg, Provinz Schlesien; † 11. Januar 1952) war ein deutscher Kolonialoffizier, der sich an der Niederschlagung des Maji-Maji-Aufstandes beteiligte. Während seiner Dienstzeit in Afrika war er an mehreren Gräueltaten gegenüber den Eingeborenen beteiligt.

## Leben

### Herkunft und Familie
Von Hirsch entstammte einer Offiziersfamilie. Sein Vater war Oberst der preußischen Armee.

### Karriere
1889 wurde er zum Sekondeleutnant der preußischen Armee ernannt. Bis 1900 erreichte er den Rang eines Oberleutnants im Grenadier-Regiment König Wilhelm I. (2. Westpreußisches) Nr. 7 und meldete sich 1901 im Rahmen des Boxeraufstandes freiwillig nach China, wo er als Angehöriger des 2. Ostasiatischen Infanterie-Regiments zur Gesandtschaftswache in Peking kommandiert wurde. Nach seiner Rückkehr trat er in das Grenadier-Regiment „Kronprinz“ (1. Ostpreußisches) Nr. 1 ein, wo er im November 1904 zum Hauptmann befördert wurde. Im Sommer 1905 bewarb er sich unter anderem wegen Aussichten auf höheren Lohn für den Dienst in der Schutztruppe für Deutsch-Ostafrika. Er schied deshalb am 31. August 1905 aus der preußischen Armee aus.

### Dienstzeit in Afrika
Von Hirsch traf am 23. September 1905 in Daressalam ein. Er war als Stationschef in Mpapua vorgesehen, wo Teile der 4. Kompanie der Schutztruppe für Ostafrika stationiert waren. Im Januar 1906 wurde er in die Region Iringa, und damit in ein Aufstandsgebiet, verlegt. In diesem Feldzug ließ von Hirsch Dörfer und Felder zerstören sowie Frauen und Kinder als Geiseln nehmen. Am 6. März 1906 traf er in Mahenge ein. Auf dem Rückmarsch nach Iringa verlor seine Truppe das mitgeführte Schlachtvieh bei einem Flussübergang. Da der Marsch durch eine menschenleere Gegend führte, verursachte dies eine akute Versorgungskrise, die in Verbindung mit Gewaltmärschen und Krankheiten 50 afrikanischen Soldaten und Trägern das Leben kostete.
Da sein ursprünglicher Einsatzort in Mpapua ziviler Verwaltung unterstellt wurde, verfügte das Schutztruppenkommando, dass von Hirsch die 5. Kompanie übernehmen und nach Tabora führen sollte, wo er Ende Mai 1906 eintraf. Schon nach wenigen Tagen wurde die Einheit in den Norden der Kolonie verlegt, da dort ebenfalls ein Aufstand im Entstehen war. Dieser wurde jedoch von den Deutschen niedergeschlagen, ehe die 5. Kompanie eintraf. Von Hirsch übernahm das Kommando in Iraku, Bezirk Moschi. Er verfolgte die Führer des Aufstandes und ließ einzelne hinrichten.
Im November 1906 wurde er wieder nach Tabora beordert, wo er den Rest seiner Dienstzeit verbrachte. Im Oktober 1907 brach er zu einem Heimaturlaub auf, von dem er nicht nach Afrika zurückkehrte. Doch erst am 31. Juli 1908 wurde von Hirsch offiziell aus der Schutztruppe entlassen.

### Nachkriegszeit
Er siedelte nach Freiburg im Breisgau um und wurde 1920 offiziell zum Rechtsritter des Johanniterorden geschlagen. Er wurde im Einwohnerbuch der Stadt ab 1928/29 als Oberstleutnant a. D. in der Maximilianstraße geführt. Später wohnte er in der Lorettostraße, wie die Mitgliederliste des Vereins ehemaliger Offiziere der kaiserlichen Schutztruppe für Deutsch-Ostafrika in 1936 angab.